# Omura Taiun

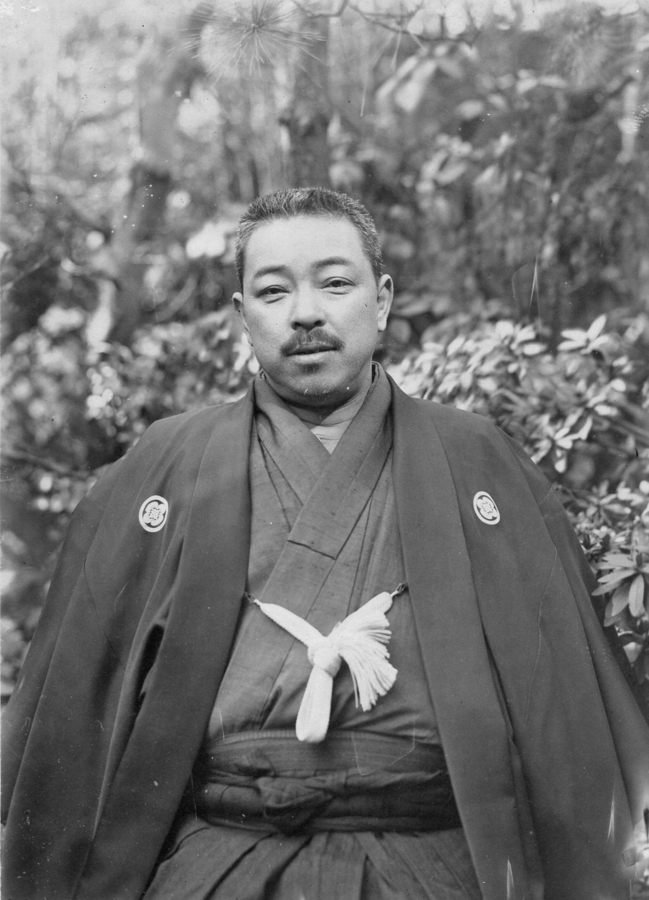
Omura Taiun

Omura Taiun (japanisch 小村 大雲, auch Komura gelesen; geboren 9. November 1883 in Hirata (Präfektur Shimane); gestorben 20. Februar 1938 in  der Präfektur Shimane) war ein japanischer Maler der Nihonga-Richtung.

## Leben und Werk
Omura Taiun ging mit 18 Jahren ohne Erlaubnis der Eltern nach Tokio und studierte eine Zeitlang Malerei unter Tsuji Kakō, wechselte dann zur Yamamoto Shunkyos Malschule „Waseda-kai“ (早苗会) und machte sich dort einen Namen. Auf der 6. „Bunten“-Ausstellung 1912 gewann er mit dem Bild „Tsuri hiyori“ (釣日和) „Gutes Angelwetter“ einen 3. Preis. 1913 erhielt er mit „Hanachi koma“ (放ち駒) – „Losgelassenes Fohlen“, 1914 mit „Ikoi“ (憩い) – „Ausruhen“, 1915 „Higashi e“ (東へ) – „Nach Osten“ weitere 3. Preise. 1916 bekam er mit „Yakata“ (画舫)„Geschmücktes Ausflugsboot“ uns 1917 „Kamikaze“ (神風) „Götterwind“ Sonderpreise. Ab 1919 konnte er Jury-frei ausstellen.
1924 wurde Omura Mitglied der Auswahlkommission der inzwischen „Teiten“ genannten staatliche Ausstellungsreihe. Weitere bekannte Bilder sind „Sato“ (佐登) und „Shōko haiko“ (勝乎敗乎) – „Sieg und Niederlage“. 1935 beendete er das Bild „Eröffnung der Eisenbahnstrecke Tokio–Yokohama unter Anwesenheit des Kaisers“ (京浜鉄道開業式行幸, Keihin tetsudō kaigyōshiki gyōkō) für die Meiji-Gedächtnisgalerie. Er starb auf dem Weg in seine Heimat.
1931 war Omura auf der Ausstellung japanische Malerei in Berlin zu sehen.

## Bilder

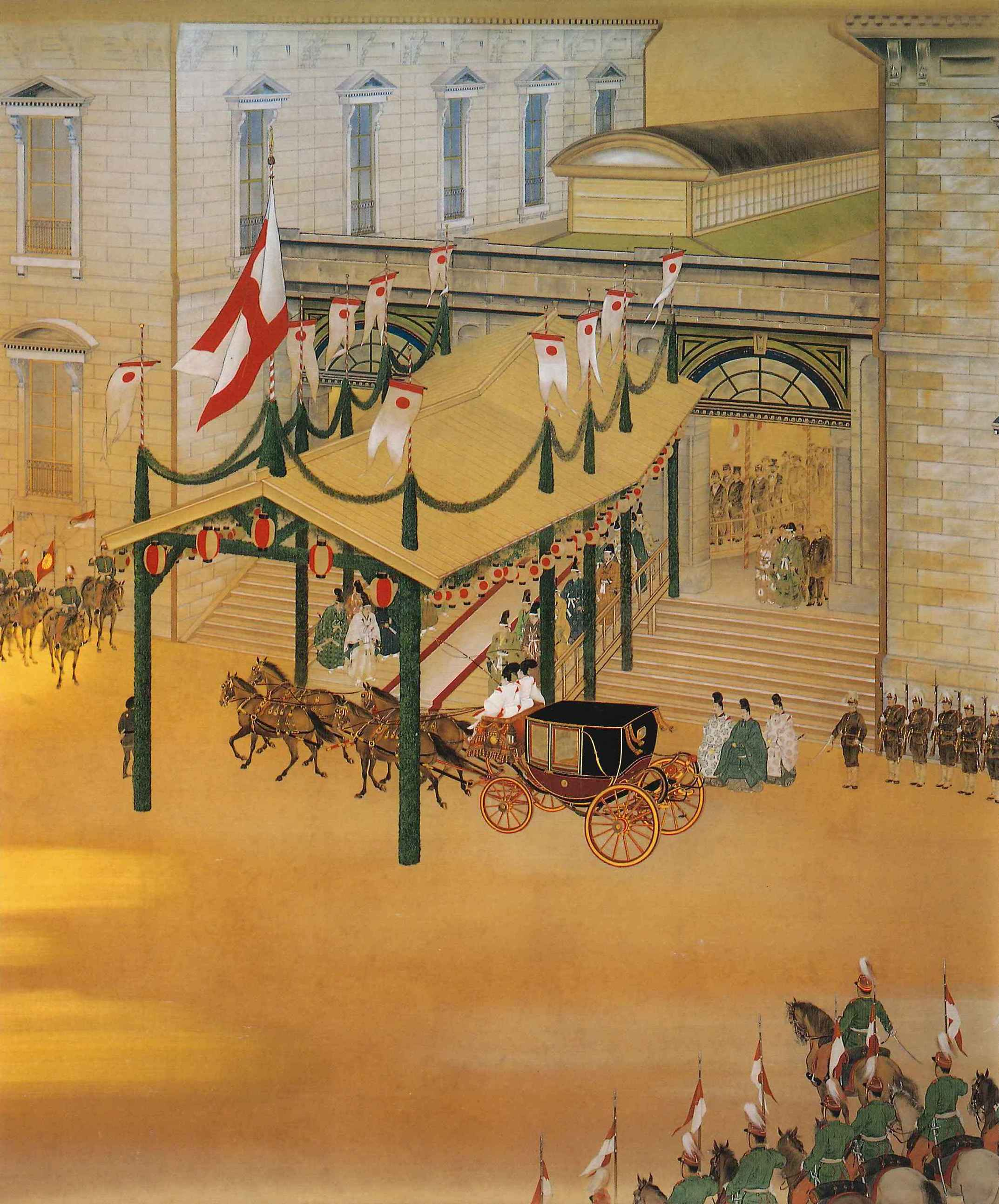
Eröffnung der Eisenbahnstrecke Tokio–Yokohama
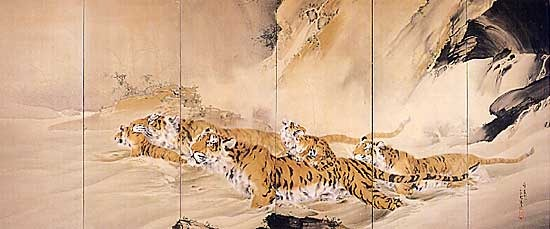
Tigergruppe